# منزل إرنست همينغوي
منزل إرنست همينغوي الكاتب الأمريكي يعرف حاليا باسم «بيت ومتحف إرنست همينغوي».
هذا المنزل سكنه الكاتب همينغوي في جزيرة كي وست بولاية فلوريدا في الولايات المتحدة الأمريكية، ويقع المنزل في 907 شارع «وايت هيد» بالقرب من الفنار القريب من الشاطئ الجنوبي للجزيرة. وأعتبر هذا المنزل واحداً من المعالم التاريخية الوطنية للولايات المتحدة في 24 نوفمبر عام 1968 .

## تاريخه

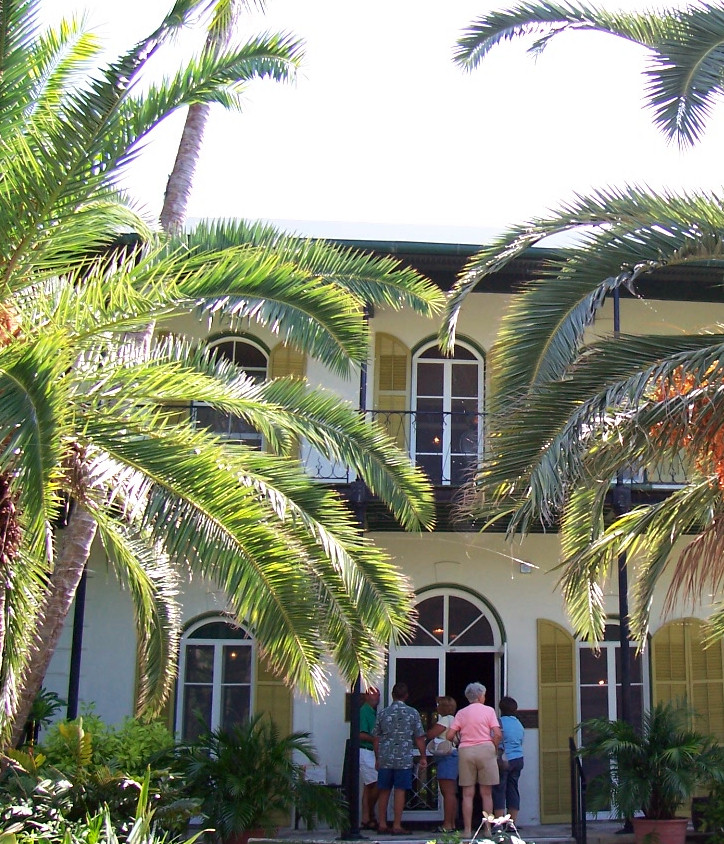
مدخل منزل ومتحف همينغوي في كي وست. فلوريدا

كان هذا المنزل سكناً خاصاً للكاتب الأمريكي همينغوي من الفترة بين عام 1931 حتى 1939  والآن أصبح معلماً ومزاراً سياحياً تسكنه عدد من القطط يدعي المرشدين السياحيين أنها أحفاد قطط همينغوي لكن ابن الكاتب الثاني «باتريك» الذي سبق أن عاش أيضاً في هذا المنزل ينفي ذلك الإدعاء في حوار معه في صحيفة ميامي هيرالد تروبيك في عام 1994 حيث قال أن والده لم يكن لديه سوى طاووس في كي وست فلوريدا، أما القطط فقد امتلكها في كوبا. وفي حوار آخر في صحيفة لوس أنجلس تايمز في عام 1972 قالت «ماري» أرملة الكاتب أن المتاجرة في بيع القطط التي يدعي مالكي هذا المنزل كذباً من أنهم أحفاد قطط زوجها الكاتب همينغوي هو استغلال لاسم الكاتب 
في هذا المنزل كتب إرنست همينغوي مجموعة من أروع أعماله الأدبية والتي تشمل المسودات النهائية لرواية وداعا للسلاح والقصص القصيرة التقليدية ثلوج كليمنجارو وحياة فرنسيس ماكومبر القصيرة السعيدة.

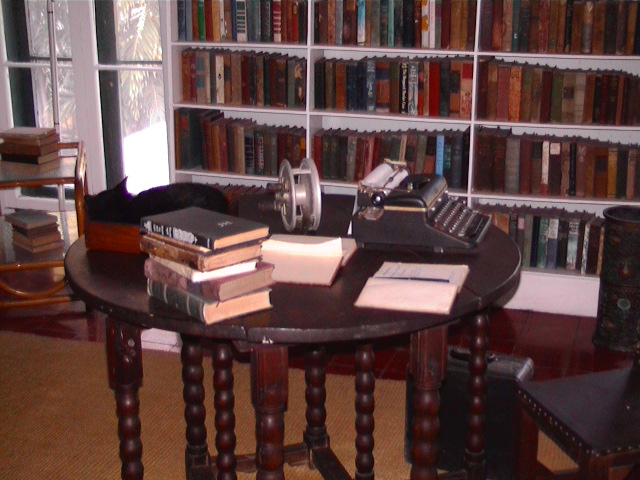
صورة أرشيفية لمكتب همينغوي في كي وست فلوريدا والتي كتب عليها مجموعة من أروع أعماله

يعود بناء هذا المنزل لعام 1851 ، وشاهدت زوجة همينغوي «بولين» هذا المنزل في عام 1931 معروضاً للبيع في مزاد علني، فقام عمها «غيس» بشراءه بمبلغ 8000 دولار أمريكي نقداً وقدمه هدية زواج لهما.

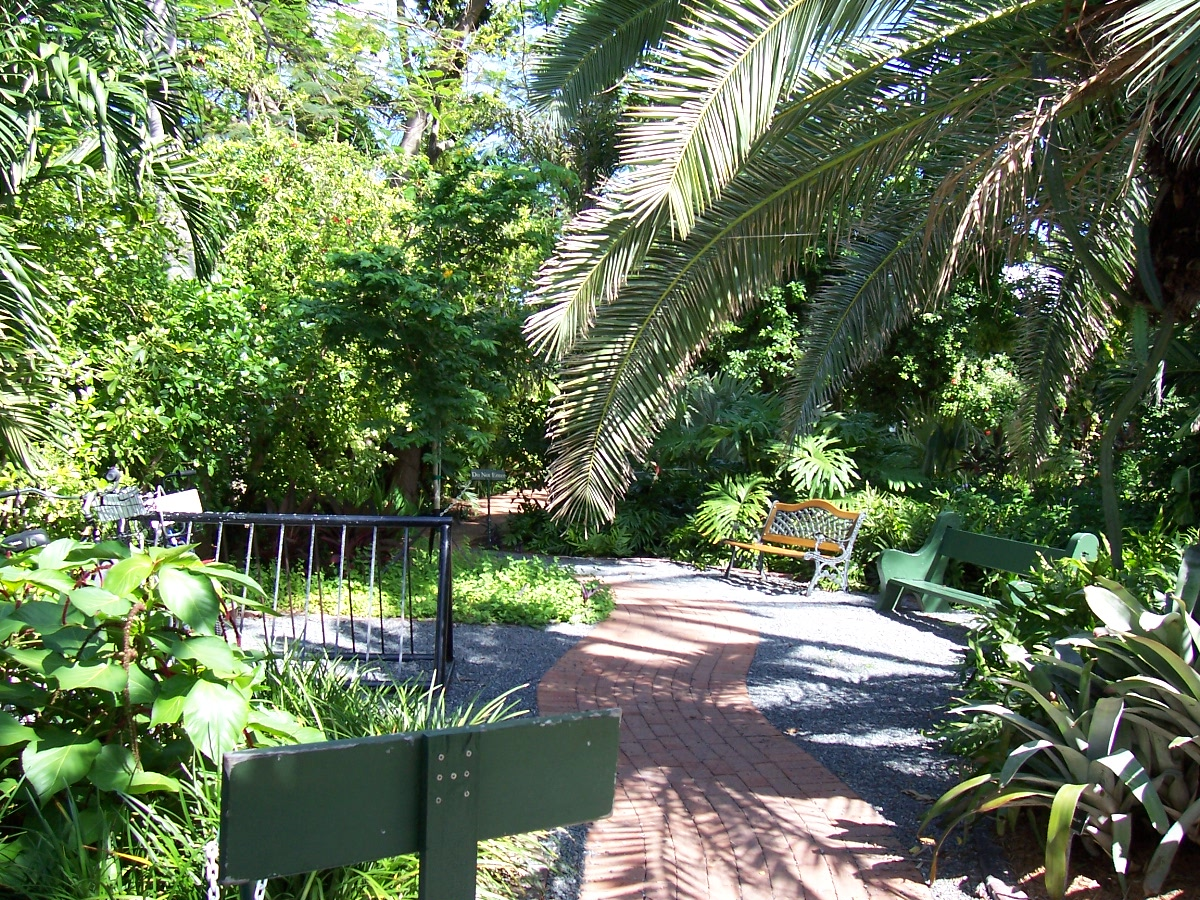
حديقة المنزل

كانت أرضية المنزل الخارجية التي تحيط به أثناء إقامة همينغوي فيه هي امتداد لأرضية الجزيرة وهي عبارة عن تربة جافة متناثرة لم تزرع بسبب عدم وجود مصدر للمياه، ولكن بعد أن انتقل همينغوي إلى كوبا زرعت حوله حدائق من النباتات الاستوائية. كما أن المنزل بيع بعد وفاة الكاتب خالياً من الأثاث أو الكتب وأن ما يدعيه بعض المرشدين السياحيين للزوار من أن الأثاث أو الكتب الموجودة حالياً أو غيرها بالمنزل هي من تركة الكاتب غير صحيح عدا ثريا واحدة معلقة كانت من أملاك همينغوي.

## وصلات خارجية
Official site الموقع الرسمي لبيت ومتحف إرنست همينغوي
Florida's Office of Cultural and Historical Programs مكتب فلوريدا لبرامج الثقافة والتاريخ
MuseumRegister:Ernest Hemingway House Museum, Key West, Florida معلومات لزيارة منزل ومتحف إرنست همينغوي